# 二宮至
二宮 至（にのみや いたる、1953年11月15日 - ）は、広島県東広島市出身の元プロ野球選手（外野手）・コーチ・監督。

## 来歴・人物

### プロ入りまで
広島商業高校では2年次の1970年に秋季中国大会に進むが、2回戦で岩国高に敗れる。3年次の1971年には夏の甲子園広島県予選準決勝に進むが、広陵高に敗退。高校同期に内野手の若松茂樹、外野手の荒谷稔がいる。
高校卒業後は1972年に駒澤大学へ進学し、東都大学野球リーグでは5度の優勝を経験。リーグ通算86試合出場し、316打数90安打、打率.285、3本塁打、33打点。ベストナイン5度受賞。4年次の1975年には春季・秋季連続優勝を果たし、全日本大学野球選手権大会でも決勝で大商大を破り優勝している。3年生次の1974年に第3回日米大学野球選手権大会日本代表、4年次の1975年にも第4回日米大学野球選手権大会日本代表に選出された。駒大は太田誠監督が全国の名門高校を行脚して集めた二宮、中畑清、平田薫の「太田一期生」、「駒澤三羽ガラス」の活躍を機に強豪の仲間入りを果たした。他の大学同期に山本泰之、水谷啓昭両投手がいる。

### 現役時代
1975年オフにドラフト外で読売ジャイアンツへ入団し、中畑・平田とは駒大に続き、巨人でも同期で「駒大トリオ」と呼ばれた。中畑が巨人にドラフト指名された際に「平田と二宮も一緒に入団するなら入団する」と巨人に申し入れたのがきっかけで巨人への入団が決まった。「守備はチーム1の自信があった」と語っていた。
1977年には一軍に上がる。同年7月7日のヤクルト戦（円山）では柳田真宏が腹痛を起こしたのと、投手が左腕の安田猛であったこともあり、右翼手として初先発したが、安田に抑えられて3打数無安打に終わる。
1978年に1試合に先発出場。
1979年には2試合に先発出場。同年オフの長嶋茂雄監督による「地獄の伊東キャンプ」にもメンバー唯一の志願参加するが、レギュラーには届かず、試合の終盤に守備の苦手な張本勲などの代わりに守備固めに起用されたり、代走として起用されることが多かった。後に二宮は「バットはいらない、グラブとスパイクだけあれば十分だと思うと、さみしかった」と振り返っており、一軍出場が無かった1983年オフに戦力外通告を受けて現役を引退。

### 引退後・指導者時代
退団が決まった時に中畑ら知人が就職の話を持って来てくれたが、二宮は同じ轍を二度と踏みたくないという思いが強かった。引退後は1984年5月から嘱託による1年契約で旭川市教育委員会事務局に勤務し、市民の体育大会やプール開きなどの企画をする社会体育関係の仕事に従事。1985年3月からは再び上京し、高校野球の指導者となるのに最低限必要な教員免許を持っていなかったため、母校・駒大に通い直した。魚市場で午前2時から8時まで働いて、そのまま大学に行った時期もあったが、1987年に教員免許を取得。
1991年には解説者の講演会などを企画するスポーツイベント会社「サディーカ」を設立し、野球教室も開いた。
1992年からはシニアリーグ「目黒西リトルシニア」監督に就任し、1997年には全国シニアリーグ日本選手権大会で3位という成績を残す。
1998年には星野仙一監督に請われ、ナゴヤドーム元年に最下位に終わった中日ドラゴンズ一軍外野守備・走塁コーチに就任。地道な活動が呼んだ転機に、「どこで誰が見ているか分からない」と思ったと後に語っている。二塁手から外野手にコンバートする立浪和義に外野守備を指導したほか、投手から外野手にコンバートしたばかりの井上一樹、捕手として伸び悩んでいた関川浩一、内野手として伸び悩んでいた福留孝介の外野守備を鍛え、セ・リーグを代表する外野手として育て上げた。その後は二軍外野守備・走塁コーチ（1999年）→一軍外野守備・走塁コーチ（2000年 - 2002年）を経て、一軍作戦コーチを務めた2003年退団。
退団後は台湾CPBL・La Newベアーズ打撃コーチ（2004年）を務め、帰国後は東和大学附属昌平高等学校教諭（2005年 - 2006年を経て、関甲新リーグ・松本大学監督（2007年 - 2010年）を務めた。
2012年からは横浜DeNAベイスターズ一軍外野守備・走塁コーチに就任。
2013年は一軍野手総合コーチを務め、4月16日の広島戦（マツダ）では中畑が球審の白井一行を体当たりで突き飛ばし、暴力行為で退場処分を受けたことに伴い、試合終了まで監督代行を担当した。
2014年から2015年は二軍総合兼外野守備コーチ、2016年からは二軍監督を務める。2017年には外野守備コーチを兼任したが、同年退団。
2018年6月からは札幌学生リーグ・星槎道都大学監督に就任し、2019年には秋季リーグ戦で優勝を果たした。
2020年10月に教え子の河村説人が千葉ロッテマリーンズにドラフト4位で指名される。

## 詳細情報

### 年度別打撃成績
| 年 度     | 球 団     | 試 合 | 打 席 | 打 数 | 得 点 | 安 打 | 二 塁 打 | 三 塁 打 | 本 塁 打 | 塁 打 | 打 点 | 盗 塁 | 盗 塁 死 | 犠 打 | 犠 飛 | 四 球 | 敬 遠 | 死 球 | 三 振 | 併 殺 打 | 打 率 | 出 塁 率 | 長 打 率 | O P S |
| --------- | --------- | ----- | ----- | ----- | ----- | ----- | -------- | -------- | -------- | ----- | ----- | ----- | -------- | ----- | ----- | ----- | ----- | ----- | ----- | -------- | ----- | -------- | -------- | ----- |
| 1977      | 巨人      | 108   | 32    | 28    | 18    | 4     | 1        | 0        | 0        | 5     | 1     | 2     | 1        | 2     | 0     | 1     | 0     | 1     | 4     | 1        | .143  | .200     | .179     | .379  |
| 1978      | 巨人      | 55    | 14    | 14    | 1     | 1     | 0        | 0        | 0        | 1     | 0     | 0     | 0        | 0     | 0     | 0     | 0     | 0     | 3     | 2        | .071  | .071     | .071     | .143  |
| 1979      | 巨人      | 13    | 14    | 13    | 5     | 3     | 0        | 0        | 0        | 3     | 0     | 0     | 0        | 0     | 0     | 1     | 0     | 0     | 3     | 1        | .231  | .286     | .231     | .516  |
| 1980      | 巨人      | 1     | 0     | 0     | 0     | 0     | 0        | 0        | 0        | 0     | 0     | 0     | 0        | 0     | 0     | 0     | 0     | 0     | 0     | 0        | ----  | ----     | ----     | ----  |
| 1981      | 巨人      | 3     | 1     | 1     | 0     | 0     | 0        | 0        | 0        | 0     | 0     | 0     | 0        | 0     | 0     | 0     | 0     | 0     | 1     | 0        | .000  | .000     | .000     | .000  |
| 1982      | 巨人      | 59    | 20    | 15    | 3     | 0     | 0        | 0        | 0        | 0     | 1     | 1     | 0        | 1     | 0     | 4     | 0     | 0     | 1     | 0        | .000  | .211     | .000     | .211  |
| 通算：6年 | 通算：6年 | 239   | 81    | 71    | 27    | 8     | 1        | 0        | 0        | 9     | 2     | 3     | 1        | 3     | 0     | 6     | 0     | 1     | 12    | 4        | .113  | .192     | .127     | .319  |

### 記録
- 初出場：1977年4月2日、対中日ドラゴンズ1回戦（後楽園球場）、9回表に張本勲に代わり左翼手として出場
- 初安打：1977年4月22日、対広島東洋カープ3回戦（広島市民球場）、10回表に高橋里志から
- 初盗塁：1977年5月31日、対中日ドラゴンズ7回戦（後楽園球場）、8回裏に二盗（投手：三沢淳、捕手：木俣達彦）
- 初打点：1977年7月3日、対大洋ホエールズ16回戦（後楽園球場）、7回裏に三浦道男から
- 初先発出場：1977年7月7日、対ヤクルトスワローズ15回戦（札幌市円山球場）、7番・右翼手として先発出場

### 背番号
- 27 （1976年 - 1983年）
- 74 （1998年 - 2003年）
- 72 （2004年、2012年 - 2017年）